# Какай, Осман
Осман Йован Какай (англ. Osman Jovan Kakay; род. 25 августа 1997, Вестминстер, Большой Лондон) — сьерра-леонский Футболист, правый защитник «Куинз Парк Рейнджерс» и сборной Сьерра-Леоне.

## Клубная карьера
Осман Какай начал свою карьеру в академии «Куинз Парк Рейнджерс», а в 2015 году свой первый профессиональный контракт с клубом. Дебютировал за клуб в победе во втором раунде Кубка АФЛ над «Рочдейлом», а затем был заменен на 73-й минуте.
29 января 2016 года он подписал новый контракт, согласно которому он останется в «КПР» до 2017 года, а также подписал с «Ливингстоном» договор аренды до конца сезона. Какай дебютировал за «Ливингстон» в профессиональном плане 30 января 2016 года, сыграв всю игру в выездном поражении Ливингстона от «Дамбартона» со счётом 1:0 в чемпионате Шотландии. 
31 января 2017 года игрок был арендован в «Честерфилд». 
2 сентября 2019 года сьерралеонец перешёл в «Партик Тисл» на правах аренды. 
5 сентября 2020 года футболист забил свой первый профессиональный гол за «Куинз Парк Рейнджерс» в матче Кубка АФЛ против «Плимута Аргайла».  

## Международная карьера
Осман Какай дебютировал за сборную Сьерра-Леоне 9 сентября 2018 года в матче квалификации Кубка африканских наций 2019 против Эфиопии, выйдя на замену Сисея Хассана на 69-й минуте.
Сьерра-Леоне участвавало на Кубке африканских наций 2021, когда Осман Какай был в составе.